# ラミネ・ディアッタ
ラミネ・ディアッタ（Lamine Diatta, 1975年7月2日 - ）は、セネガル・ダカール出身のセネガル代表サッカー選手。ポジションはDF。

## 来歴
2000年にセネガル代表デビュー。アフリカネイションズカップ2002では初戦・エジプト戦で決勝点を決め、チームも史上初の決勝進出を果たした。セネガルとして初の出場となる2002 FIFAワールドカップのメンバーにも選ばれ、全5試合に出場、ベスト8まで勝ち上がった。2008年までに72試合に出場、4得点をあげた。

## 代表歴

### 出場大会
- セネガル代表
  - 2002 - アフリカネイションズカップ（準優勝）
  - 2002 - FIFAワールドカップ（ベスト8）
  - 2004 - アフリカネイションズカップ
  - 2006 - アフリカネイションズカップ（4位）
  - 2008 - アフリカネイションズカップ

### 試合数
- 国際Aマッチ 72試合 4得点（2000年-2008年）[1][2]

| セネガル代表 | 国際Aマッチ | 国際Aマッチ |
| 年           | 出場        | 得点        |
| ------------ | ----------- | ----------- |
| 2000         | 1           | 0           |
| 2001         | 11          | 0           |
| 2002         | 16          | 1           |
| 2003         | 6           | 1           |
| 2004         | 10          | 1           |
| 2005         | 7           | 0           |
| 2006         | 11          | 0           |
| 2007         | 8           | 1           |
| 2008         | 2           | 0           |
| 通算         | 72          | 4           |

## タイトル
オリンピック・リヨン
- リーグ・アン (2) : 2004-05, 2005-06